# ヴィクトール・コルチノイ
ヴィクトール・リヴォヴィッチ・コルチノイ（Viktor Lvovich Korchnoi、Ви́ктор Льво́вич Корчно́й、1931年3月23日 - 2016年6月6日）は、ソビエト連邦出身で、その後スイスに亡命したチェスプレーヤー。

## 生涯
レニングラード（現・サンクトペテルブルク）生まれ。少年期の第2次世界大戦中には、ドイツ軍のレニングラード包囲戦を受け、その間疎開することなく同地で過ごした。25歳でグランドマスターとなった。コルチノイは世界選手権戦の常連の1人で、挑戦者決定戦に合計10回出場した。1968年には決勝でボリス・スパスキーに6.5対3.5で、1974年には同じく決勝でアナトリー・カルポフに3勝対2勝で敗れた。コルチノイに勝ったスパスキーとカルポフはそれぞれその翌年に世界チャンピオンとなった。
ソ連時代はドローを嫌う棋風で、「ソ連のフィッシャー」と呼ばれたが、1975年オランダに亡命した。この亡命に対しチグラン・ペトロシアンをはじめとするソ連のプレーヤーはコルチノイを批判した。亡命するまでに4度ソ連チャンピオンとなっている。
亡命後は西ドイツ、さらにスイスに移住し、1978年、当時の世界チャンピオン・カルポフへの挑戦者となったが、5勝21引き分け6敗で敗退。
試合後、コルチノイはカルポフに随行してきた心理学者が観戦席最前列で陽動作戦を行ったほか、催眠術まで仕掛けてきたと批難した。1981年に再び挑戦者となるものの、2勝10引き分け6敗で再び敗退した。
棋風はオールラウンドながら、相手の攻撃を待ち受けての反撃を得意とした。特に複雑な局面の中終盤に強く、全盛期には「白番では相手にチャンスを与えずに勝つ。黒番では相手にチャンスを与えるが、やはり最後は勝つ」と言われた。
世界王者にはなれなかったが、高い棋力を長く保っていたことで有名であり、2006年には世界シニアチャンピオンとなった。また2007年1月のレイティングリストでは75歳で世界ランク85位だった。当時のベスト100のうち、年齢でコルチノイに次ぐプレーヤーは53歳だったので、彼が特異な人物であることが窺える。
2011年には80歳を迎えたが、世界ランク427位（アクティブな選手では403位）、イロレーティング2557という成績で、現役選手として活動していた。
2016年6月6日に85歳で没するまでFIDEのウェブサイトで確認できる最年長のアクティブな選手（一定の頻度で大会に出る選手）として活動していた。
本などは積極的に執筆しなかったが、ルークを使ったエンドゲームについての本とベストゲーム集を出版している。